# Zach Norvell
Zach Norvell Jr (ur. 9 grudnia 1997 w Chicago) – amerykański koszykarz, występujący na pozycji rzucającego obrońcy.
11 grudnia 2019 został zwolniony przez Los Angeles Lakers. 17 grudnia powrócił ponownie do South Bay Lakers.
8 lutego 2020 zawarł 10-dniową umowę z Golden State Warriors. 21 lutego został pozyskany przez Santa Cruz Warriors. 26 listopada został zawodnikiem Chicago Bulls. 19 grudnia został zwolniony.

## Osiągnięcia
Stan na 21 grudnia 2020, na podstawie, o ile nie zaznaczono inaczej.
NCAA
- Uczestnik rozgrywek:
  - Elite 8 turnieju NCAA (2019)
  - Sweet 16 turnieju NCAA (2018, 2019)
- Mistrz:
  - turnieju konferencji West Coast (WCC – 2018)
  - sezonu regularnego WCC (2018, 2019)
- Najlepszy nowo przybyły zawodnik WCC (2018)
- Zaliczony do:
  - I składu:
    - WCC (2019)
    - defensywnego WAC (2018)
    - najlepszych pierwszorocznych zawodników WCC (2018)
    - turnieju Maui Invitational (2019)

  - składu honorable mention WCC (2018)
- Lider WCC w liczbie celnych (97) i oddanych (262) rzutów za 3 punkty (2019)
- Zawodnik kolejki WCC (4.12.2017)